# Cyclaneusma niveum

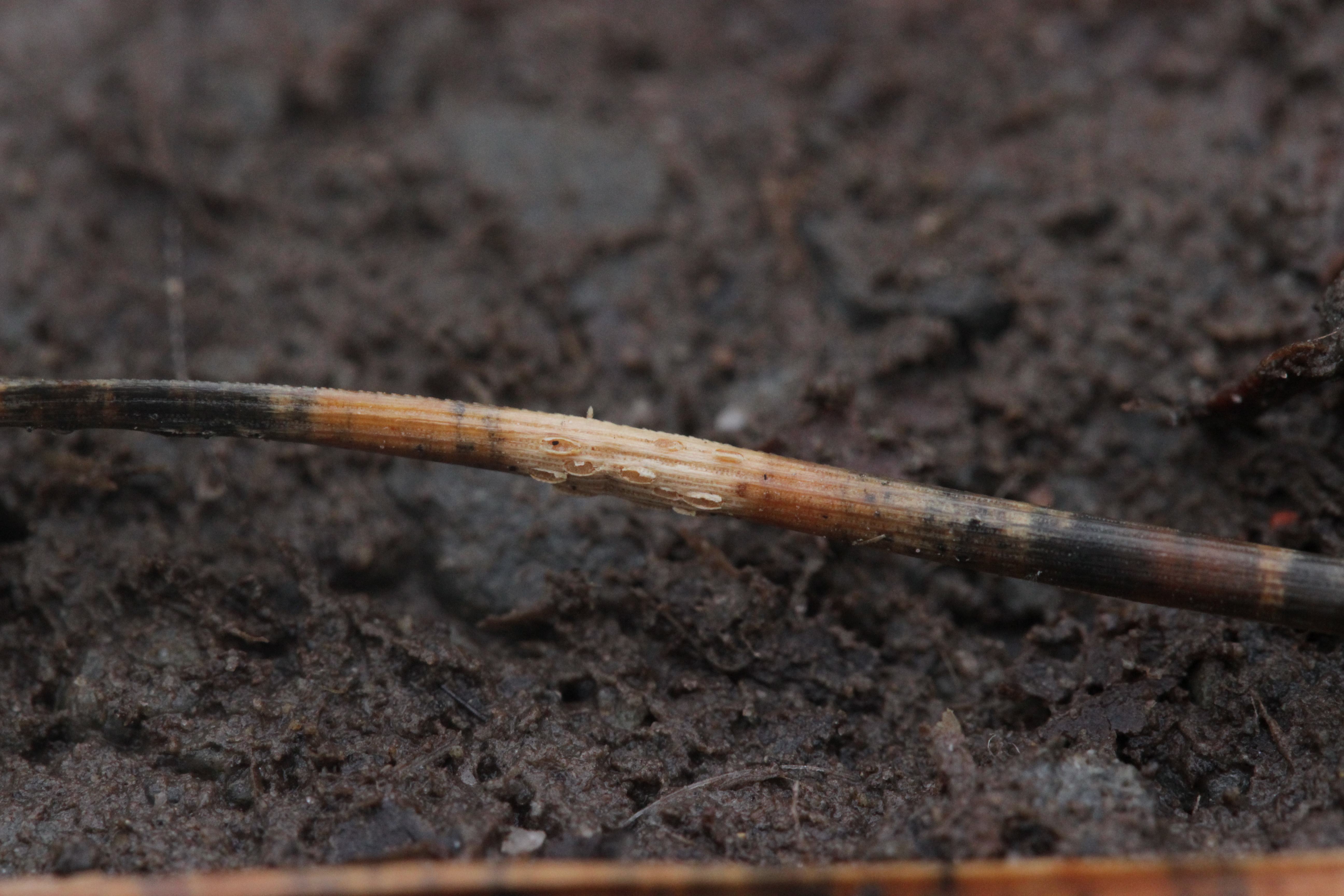

Cyclaneusma niveum (Pers.) DiCosmo, Peredo & Minter – gatunek grzybów należący do klasy patyczniaków (Leotiomycetes).

## Systematyka i nazewnictwo
Pozycja w klasyfikacji według Index Fungorum: Cyclaneusma, Marthamycetaceae, Chaetomellales, Leotiomycetidae, Leotiomycetes, Pezizomycotina, Ascomycota, Fungi.
Po raz pierwszy opisał go w 1822 r. Christiaan Hendrik Persoon, nadając mu nazwę Stictis nivea. Obecną nazwę nadali mu Frank DiCosmo, H.L. Peredo i David William Minter w 1983 r.
Synonimy:
- Lophodermium gilvum Rostr. 1883
- Naemacyclus niveus (Pers.) Fuckel ex Sacc. 1884
- Propolis nivea (Pers.) Fr. 1849
- Schmitzomia nivea (Pers.) De Not. 1864
- Stictis nivea Pers. 1822[2].

## Morfologia
Owocniki
Apotecja (miseczki) występujące w rozproszeniu na górnej i dolnej stronie zbrązowiałych igieł sosny. Mają eliptyczny kształt, długość 320–950 µm i są tego samego koloru co igła. Na etapie niedojrzałych apotecjów na igłach sosny występują poprzeczne, szerokie, czerwonawo-brązowe strefy. Po osiągnięciu dojrzałości apotecja otwierają się przez pojedyncze podłużne pęknięcie, podnosząc tkankę igły po obu stronach w jednym lub zwykle dwóch dobrze zaznaczonych płatach i odsłaniając tarczkę o barwie od białej do kremowej. Środkowa część hymenium bez epitecjum. Hypotecjum nie jest poczerniałe.
Cechy mikroskopowe
Worki unitunikowe, cylindryczne, o długości 100–130 µm, szerokości 11–13 µm, z ośmioma zarodnikami ułożonymi w pęczkach i czasami skręconych w spiralę w worku. Askospory nitkowate, szkliste, 2-przegrodowe, gładkie, długości 75–120 µm, szerokości 2,5–3,5 µm, zazwyczaj lekko wygięte, jak bumerang. Parafizy nitkowate, rozgałęzione na wierzchołkach, bez przegród, szkliste, proste, gładkie, z nienabrzmiałymi końcami. Pyknidia głęboko osadzone w igle, mniej więcej kuliste, o średnicy 100–220 µm, ze ścianami złożonymi ze szklistych, pseudoparenchymatycznych komórek o średnicy 3–4 µm. Komórki konidiotwórcze prawdopodobnie fialidowe. Konidia sierpowate, o długości 12–16 µm i szerokości około 1 µm.
Rozprzestrzenianie
Infekcji dokonują unoszące się w powietrzu askospory podczas deszczu lub wilgotnej pogody.

## Występowanie i siedlisko
Stanowiska Cyclaneusma niveum podano na Nowej Zelandii i na wszystkich kontynentach poza Antarktydą. W Polsce M. A. Chmiel w 2006 r. przytoczyła 2 stanowiska.
Występuje na opadłych na ziemię igłach sosny (Pinus). Grzyb saprotroficzny i prawdopodobnie słaby pasożyt różnych gatunków sosny.